# 1997 în științifico-fantastic
- 1996 în științifico-fantastic — 1997 în științifico-fantastic — 1998 în științifico-fantastic

1997 în științifico-fantastic a implicat o serie de evenimente:

## Nașteri și decese

### Decese
- Eberhardt del'Antonio (n. 1926)
- Donald R. Bensen (n. 1927)
- Peter Bobev (Петър Бобев, n. 1914)
- William S. Burroughs (n. 1914)
- Martin Caidin (n. 1927)
- Lee Correy (Pseudonimul lui George Harry Stine) (n. 1928)
- Charles V. De Vet (n. 1911)
- Esmé Dodderidge (n. 1916)
- John Elliot (n. 1918)
- H. B. Fyfe (n. 1918)
- Dieter Hasselblatt (Peter Zweydorn) (n. 1926)
- George Hay (n. 1922)
- Shinichi Hoshi (n. 1926)
- Ernst von Khuon (n. 1915)
- Liviu Macoveanu (n. 1922)
- Harold Mead (n. 1910)
- Judith Merril (Pseudonimul lui Judith Josephine Grossman) (n. 1923)
- Sam Moskowitz (n. 1920)
- William Rotsler (n. 1926)
- Arne Sjöberg (Pseudonimul lui Jürgen Brinkmann) (n. 1934)
- Abram Terz (Pseudonimul lui Andrei Siniavski)  (n. 1925)
- Frank Töppe (n. 1947)
- George Turner (n. 1916)
- Rolf Ulrici (n. 1922)
- Georg Zauner (n. 1920)
- Péter Zsoldos (n. 1930)

## Filme
| Titlu                         | Regizor                        | Distribuție                                                  | Țara                       | Sub-Gen /Note |
| ----------------------------- | ------------------------------ | ------------------------------------------------------------ | -------------------------- | ------------- |
| Alien Resurrection            | Jean-Pierre Jeunet             | Sigourney Weaver, Winona Ryder, Ron Perlman, Brad Dourif     | Statele Unite ale Americii |               |
| Contact                       | Robert Zemeckis                | Jodie Foster, Matthew McConaughey, James Woods, Tom Skerritt | Statele Unite ale Americii | [ 2 ]         |
| Cube                          | Vincenzo Natali                | Maurice Dean Wint, Nicole de Boer, Nicky Guadagni            | Canada                     |               |
| The End of Evangelion         | Hideaki Anno, Kazuya Tsurumaki |                                                              | Japonia                    | Anime         |
| Event Horizon                 | Paul W. S. Anderson            | Laurence Fishburne, Sam Neill, Kathleen Quinlan              | Statele Unite ale Americii |               |
| Face/Off                      | John Woo                       | John Travolta, Nicolas Cage, Joan Allen                      | Statele Unite ale Americii |               |
| The Fifth Element             | Luc Besson                     | Bruce Willis, Gary Oldman, Milla Jovovich, Ian Holm          | Franța                     |               |
| Full Metal Yakuza             | Takashi Miike                  |                                                              | Japonia                    |               |
| Gattaca                       | Andrew Niccol                  | Ethan Hawke, Uma Thurman, Jude Law                           | Statele Unite ale Americii |               |
| The Lost World: Jurassic Park | Steven Spielberg               | Jeff Goldblum, Julianne Moore, Pete Postlethwaite            | Statele Unite ale Americii |               |
| Men in Black                  | Barry Sonnenfeld               | Tommy Lee Jones, Will Smith, Linda Fiorentino                | Statele Unite ale Americii | [ 3 ]         |
| Mimic                         | Guillermo del Toro             | Mira Sorvino, Jeremy Northam, Josh Brolin                    | Statele Unite ale Americii |               |
| Nirvana                       | Gabriele Salvatores            | Christopher Lambert, Diego Abatantuono, Emmanuelle Seigner   | Italia · Franța            |               |
| The Postman                   | Kevin Costner                  | Kevin Costner, Will Patton, Larenz Tate                      | Statele Unite ale Americii | [ 4 ]         |
| Spaceman                      | Scott Dikkers                  | David Ghilardi, Frederick Husar, Deborah King                |                            |               |
| Starship Troopers             | Paul Verhoeven                 | Casper Van Dien, Dina Meyer, Denise Richards                 | Statele Unite ale Americii |               |
| The Sticky Fingers of Time    | Hilary Brougher                | Terumi Matthews, Nicole Zaray, James Urbaniak                | Statele Unite ale Americii | [ 5 ]         |
| Zone 39                       | John Tatoulis                  | Peter Phelps, Carolyn Bock, William Zappa                    | Australia                  | [ 6 ] [ 7 ]   |
|                               |                                |                                                              |                            |               |

## Premii

### Premiul Hugo
Premiile Hugo decernate la Worldcon pentru cele mai bune lucrări apărute în anul precedent:
- Premiul Hugo pentru cel mai bun roman:  Marte albastru de Kim Stanley Robinson
- Premiul Hugo pentru cea mai bună povestire:
- Premiul Hugo pentru cea mai bună prezentare dramatică:
- Premiul Hugo pentru cea mai bună revistă profesionistă:
- Premiul Hugo pentru cel mai bun fanzin:

### Premiul Nebula
Premiile Nebula acordate de Science Fiction and Fantasy Writers of America pentru cele mai bune lucrări apărute în anul precedent:
- Premiul Nebula pentru cel mai bun roman: The Moon and the Sun de Vonda McIntyre
- Premiul Nebula pentru cea mai bună nuvelă:
- Premiul Nebula pentru cea mai bună povestire:

### Premiul Saturn
Premiile Saturn sunt acordate de Academy of Science Fiction, Fantasy and Horror Films:
- Premiul Saturn pentru cel mai bun film științifico-fantastic: Bărbații în negru, regizat de Barry Sonnenfeld